# John Magee (Politiker)

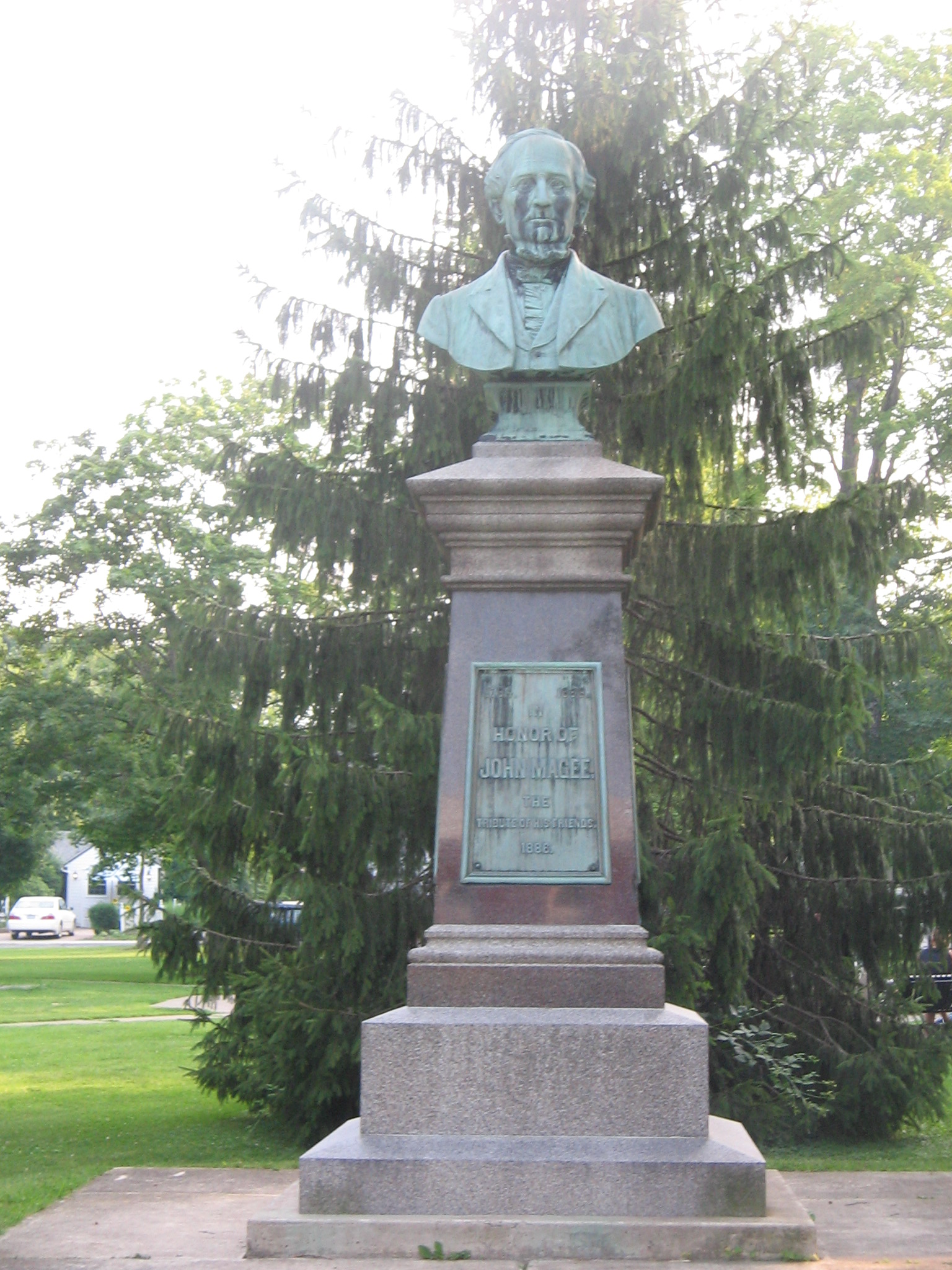
John Magee Monument in Main Square in Wellsboro, Tioga County, Pennsylvania

John Magee (* 3. September 1794 in Easton, Pennsylvania; † 5. April 1868 in Watkins, New York) war ein US-amerikanischer Politiker. Zwischen 1827 und 1831 vertrat er den Bundesstaat New York im US-Repräsentantenhaus.

## Werdegang
John Magee besuchte Gemeinschaftsschulen. Er diente im Britisch-Amerikanischen Krieg. 1812 zog er nach Bath im Steuben County. Man wählte ihn 1818 zum Konstabler – ein Posten, den er bis 1820 innehatte. Er wurde dann 1821 zum Sheriff im Steuben County ernannt und 1822 regulär gewählt. Politisch gehörte er der Jacksonian-Fraktion an.
Bei den Kongresswahlen des Jahres 1826 für den 20. Kongress wurde Magee im 28. Wahlbezirk von New York in das US-Repräsentantenhaus in Washington, D.C. gewählt, wo er am 4. März 1827 die Nachfolge von Timothy H. Porter antrat. Er wurde einmal wiedergewählt. Da er auf eine erneute Kandidatur 1828 verzichtete, schied dann nach dem 3. März 1831 aus dem Kongress aus.
1867 nahm er als Delegierter an der Verfassunggebenden Versammlung von New York teil. Die restliche Zeit widmete er sich dem Bankgeschäft, dem Eisenbahnwesen und dem Bergbau. Er verstarb am 5. April 1868 in Watkins im Schuyler County. Sein Leichnam wurde auf dem Glenwood Cemetery beigesetzt.